# Zed Books
Zed Books est une maison d'édition indépendante de non-fiction basée à Londres, au Royaume-Uni. Elle a été fondée en 1977 sous le nom de Zed Press par Roger van Zwanenberg.
Zed publie des livres pour un public international de lecteurs généralistes et universitaires, couvrant des domaines tels que la politique et l'actualité mondiale, l'économie, les études de genre et les sexualités, les études de développement et l'environnement.

## Zed aujourd'hui
Le modèle commercial et la structure de Zed Books sont uniques à l'industrie de l'édition. C'est le plus grand collectif d'édition anglophone au monde. L'entreprise est détenue et gérée comme une coopérative non hiérarchique par ses travailleurs, sans aucun actionnaire. Elle publie environ 70 livres par an, dont beaucoup sont destinés au marché académique et aux cursus universitaires.
En 2019, Zed a reçu le prix de la diversité Alison-Morrison de la Guilde des éditeurs indépendants.
En mars 2020, il a été annoncé que « certains actifs de Zed Books Limited » avaient été acquis par Bloomsbury Publishing et que Zed fonctionnerait au sein de la division académique et professionnelle de Bloomsbury comme "une bonne synergie stratégique avec les listes de publication existantes de Bloomsbury".

## Auteurs
Les auteurs de Zed incluent Nawal El Saadawi, Eleanor Roosevelt, Assata Shakur, Yanis Varoufakis, Vandana Shiva, Maggie Nelson, Ece Temelkuran et Paul French, ainsi que des centaines de journalistes et universitaires de renommée internationale.